# Riccardo Chiaradonna
Riccardo Chiaradonna (* 5. März 1970 in Rom) ist ein italienischer Philosophiehistoriker auf dem Gebiet der antiken Philosophie.
Nach dem Studium der Philosophie und dem Erwerb der Laurea bei Gabriele Giannantoni und Margherita Isnardi Parente an der Universität La Sapienza in Rom (1988–1994) und dem Diplôme d’études approfondies bei Philippe Hoffmann an der École pratique des hautes études, Ve section (1994–1996) wurde Riccardo Chiaradonna 2001 bei Giannantoni und Isnardi Parente an Universität La Sapienza zum Doktor der Philosophie promoviert. Von 1999 bis 2006 war er zunächst wissenschaftlicher Mitarbeiter des Consiglio Nazionale delle Ricerche in Rom, bevor er eine Professur für Geschichte der antiken Philosophie an der Università Roma Tre erhielt, von 2006 bis 2017 als außerordentlicher Professor, seit 2017 als ordentlicher Professor.
Chiaradonna arbeitet im Wesentlichen zum Neuplatonismus (Plotin, Porphyrios, Iamblichos) und zur Rezeption des Aristoteles bei den Aristoteles-Kommentatoren (unter anderem zum Peripatetiker Boethos von Sidon) sowie zu Galen.

## Schriften (Auswahl)
Monographien
- Ontology in Early Neoplatonism: Plotinus, Porphyry, Iamblichus (Commentaria in Aristotelem Graeca et Byzantina, 9). De Gruyter, Berlin 2023
- Platonismo (Itinerari). Il Mulino, Bologna 2017
- Plotino (I Pensatori, 3). Carocci, Rom 2009
- Sostanza movimento analogia. Plotino critico di Aristotele (Elenchos, 37). Bibliopolis, Neapel 2002

Herausgeberschaften
- mit Loredana Cardullo (Hrsg.): ll problema della normatività nel pensiero antico. Sei studi. (Studi di storia della filosofia antica, 13). Edizioni di Storia Letteratura, Rom 2022
- mit Marwan Rashed (Hrsg.): Boéthos de Sidon – Exégète d’Aristote et philosophe. (Commentaria in Aristotelem Graeca et Byzantina – Series Academica, 1). De Gruyter, Berlin 2020
- (Hrsg.): Storia della filosofia antica. Band 4: Dalla filosofia imperiale al tardo antico. (Frecce, 212). Carocci, Rom 2016
- mit Gabriele Galluzzo (Hrsg.): Universals in Ancient Philosophy. (Seminari e Convegni, 33). Edizioni della Normale, Pisa 2013, (online)
- (Hrsg.): Filosofia tardoantica. Storia e problemi. (Frecce, 132). Carocci, Rom 2012
- (Hrsg.): Il platonismo e le scienze. (Colloquium Philosophicum, 3). Carocci, Rom 2012
- mit Franco Trabattoni (Hrsg.): Physics and Philosophy of Nature in Greek Neoplatonism. (Philosophia Antiqua, 115). Brill, Leiden 2009
- (Hrsg.): Studi sull’anima in Plotino. (Elenchos, 42). Bibliopolis, Neapel 2005